# Tótila Albert Schneider

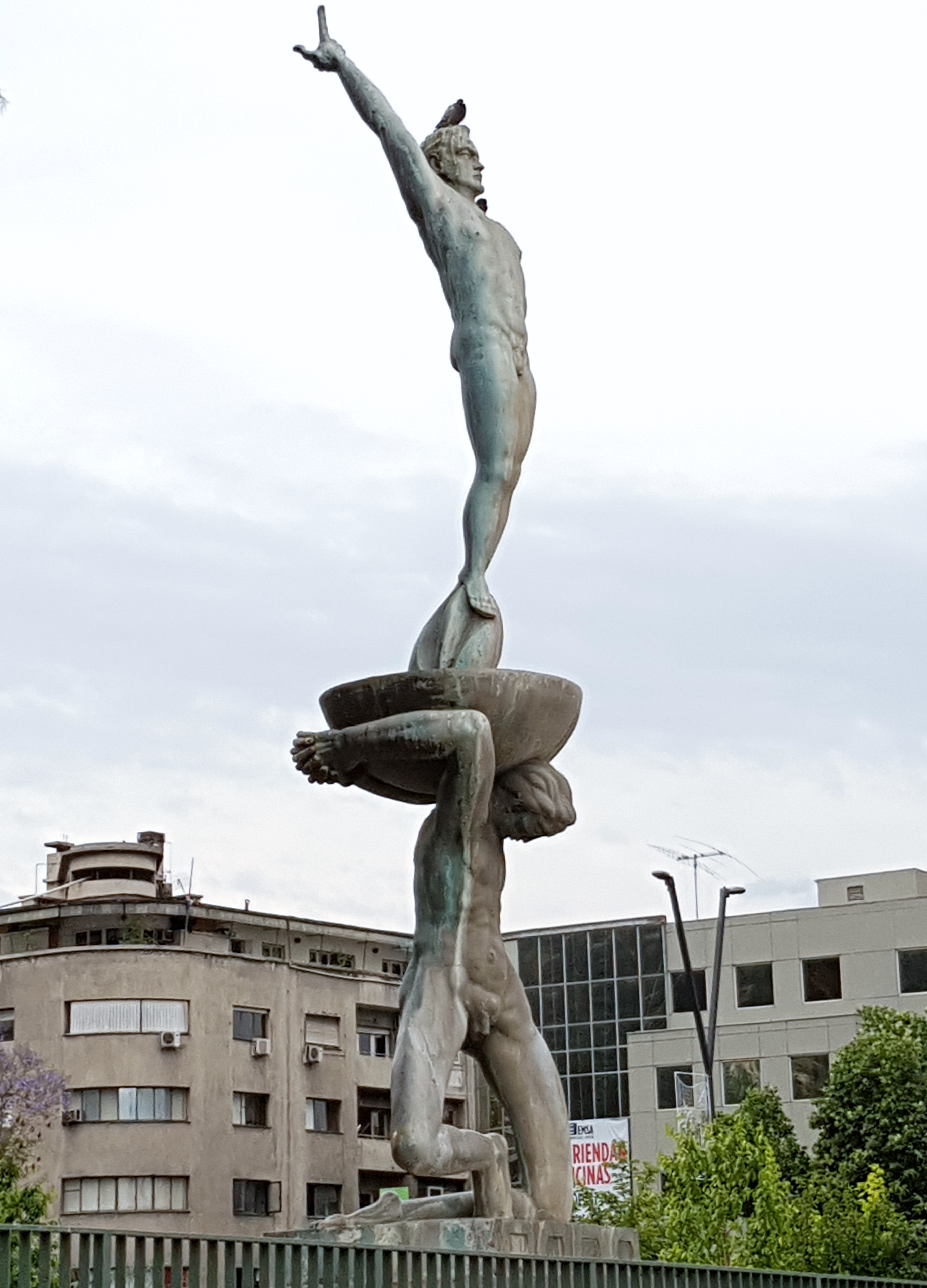
Monumento a Rodó (1944), dédié à José Enrique Rodó.

Tótila Albert Schneider, né le 30 novembre 1892 à Santiago et mort le 27 septembre 1967 dans la même ville, est un sculpteur chilien de la génération 1928. 

## Biographie
Né le 30 novembre 1892, Tótila Albert Schneider est le fils de l'écologiste allemand Federico Albert Taupp, qui, en 1915, en pleine Première Guerre mondiale, l'envoie étudier à l'Académie des beaux-arts de Berlin, où il reçoit des cours de dessin de Martin Koerte et de sculpture dans l'atelier de Franz Metzner. Il parvient à exposer à l'Académie des beaux-arts de Prusse et, bien qu'il s'inscrive à l'école d'agronomie de l'université du Chili, il ne poursuit pas cette profession. Bien qu'il se soit d'abord intéressé aux thèmes scientifiques pour lesquels son père est célèbre, il a fini par être fasciné par la sculpture. Considéré comme un rénovateur de la sculpture nationale, ses œuvres comprennent Tierra, Aire et le Monumento a Rodó. Il obtient une bourse du gouvernement pour étudier en Europe, participant à la Génération des Vingt-Huit. Il voyage en France, en Italie et en Allemagne pour étudier la sculpture ornementale. Jusqu'à l'éclatement de la Seconde Guerre mondiale, il vit en Allemagne, puis retourne au Chili pour travailler comme professeur de sculpture à l'université du Chili. En 1953, il fonde et dirige sa propre académie, qui fonctionne dans le sous-sol du théâtre Mauri. Il a travaillé dans plusieurs endroits de la capitale du Chili (parc O'Higgins, parc Forestal, colline Santa Lucia de Santiago). 
Tótila Albert Schneider meurt le 27 septembre 1967 à Santiago.